# Borussia Verein für Leibesübungen 1900 Mönchengladbach 1978-1979
Questa voce raccoglie le informazioni riguardanti il Borussia Verein für Leibesübungen 1900 Mönchengladbach nelle competizioni ufficiali della stagione 1978-1979.

## Stagione
Nella stagione 1978-1979 il Borussia Mönchengladbach, allenato da Udo Lattek, concluse il campionato di Bundesliga al 10º posto. In Coppa di Germania il Borussia Mönchengladbach fu eliminato al terzo turno dal Hertha Berlino. In campo europeo il club si aggiudicò per la seconda volta nella sua storia la Coppa UEFA, sconfiggendo in finale lo Stella Rossa.

## Rosa
| N. |                           | Ruolo | Calciatore        |
| -- | ------------------------- | ----- | ----------------- |
|    | Germania Ovest (bandiera) | P     | Wolfgang Kleff    |
|    | Germania Ovest (bandiera) | P     | Wolfgang Kneib    |
|    | Germania Ovest (bandiera) | P     | Ulrich Sude       |
|    | Germania Ovest (bandiera) | D     | Hans-Günter Bruns |
|    | Germania Ovest (bandiera) | D     | Helmut Dudek      |
|    | Germania Ovest (bandiera) | D     | Wilfried Hannes   |
|    | Germania Ovest (bandiera) | D     | Hans Klinkhammer  |
|    | Germania Ovest (bandiera) | D     | Norbert Ringels   |
|    | Germania Ovest (bandiera) | D     | Frank Schäffer    |
|    | Germania Ovest (bandiera) | D     | Berti Vogts       |
|    | Germania Ovest (bandiera) | C     | Ralf Bödeker      |
|    | Germania Ovest (bandiera) | C     | Dietmar Danner    |
|    | Germania Ovest (bandiera) | C     | Willi Junker      |

| N. |                           | Ruolo | Calciatore       |
| -- | ------------------------- | ----- | ---------------- |
|    | Germania Ovest (bandiera) | C     | Horst Köppel     |
|    | Germania Ovest (bandiera) | C     | Christian Kulik  |
|    | Danimarca (bandiera)      | C     | Carsten Nielsen  |
|    | Germania Ovest (bandiera) | C     | Winfried Schäfer |
|    | Germania Ovest (bandiera) | C     | Horst Wohlers    |
|    | Germania Ovest (bandiera) | A     | Klaus Amrath     |
|    | Germania Ovest (bandiera) | A     | Karl Del'Haye    |
|    | Germania Ovest (bandiera) | A     | Rudi Gores       |
|    | Germania Ovest (bandiera) | A     | Helmut Lausen    |
|    | Germania Ovest (bandiera) | A     | Ewald Lienen     |
|    | Danimarca (bandiera)      | A     | Allan Simonsen   |
|    | Danimarca (bandiera)      | A     | Steen Thychosen  |

## Calciomercato

### Sessione estiva
| Acquisti | Acquisti          | Acquisti               | Acquisti |
| R.       | Nome              | da                     | Modalità |
| -------- | ----------------- | ---------------------- | -------- |
| D        | Hans-Günter Bruns | Wattenscheid 09        |          |
| C        | Ralf Bödeker      | Borussia M'gladbach II |          |
| A        | Helmut Lausen     | Wuppertal              |          |
| A        | Steen Thychosen   | Vejle                  |          |

| Cessioni | Cessioni             | Cessioni       | Cessioni |
| R.       | Nome                 | a              | Modalità |
| -------- | -------------------- | -------------- | -------- |
| D        | Hans-Jürgen Wittkamp | Erkenschwick   |          |
| C        | Rainer Bonhof        | Valencia       |          |
| C        | Gert Engels          | SV Baesweiler  |          |
| C        | Herbert Wimmer       | Borussia Brand |          |

### Sessione invernale
| Acquisti | Acquisti | Acquisti | Acquisti |
| R.       | Nome     | da       | Modalità |
| -------- | -------- | -------- | -------- |

| Cessioni | Cessioni | Cessioni | Cessioni |
| R.       | Nome     | a        | Modalità |
| -------- | -------- | -------- | -------- |

## Risultati

### Bundesliga

#### Girone di andata
| Arbitro: | Walz |

|                                       |           |  |
| Reimann 2’ Nogly 20’ Kaltz 22’ (rig.) | Marcatori |  |

| Arbitro: | Klauser |

|                           |           |                    |
| Schäffer 24’ Simonsen 36’ | Marcatori | 35’ Geyer 47’ Vöge |

| Arbitro: | Joos |

|  |           |                          |
|  | Marcatori | 27’, 84’ Bruns 35’ Gores |

| Mönchengladbach 2 settembre 1978, ore 15:30 CEST 4ª giornata | Borussia M'gladbach | 0 – 0 referto | Schalke 04 | Bökelbergstadion (23 000 spett.)\| Arbitro: \| Ohmsen \| |
| Arbitro:                                                     | Ohmsen              |               |            |                                                          |

| Arbitro: | Redelfs |

|                        |           |  |
| Lorant 44’ Elsener 69’ | Marcatori |  |

| Arbitro: | Treib |

|                                          |           |              |
| Lienen 36’, 45’ Nielsen 61’ Simonsen 82’ | Marcatori | 48’ Krobbach |

| Arbitro: | Meuser |

|                                              |           |              |
| Müller 9’ Dürnberger 65’ Breitner 90’ (rig.) | Marcatori | 41’ Simonsen |

| Arbitro: | Engel |

|                        |           |                                     |
| Schäffer 38’ Kulik 58’ | Marcatori | 17’, 44’ (rig.) Nickel 78’ Popivoda |

| Arbitro: | Aldinger |

|                                              |           |  |
| Gores 12’ Nielsen 47’ Del'Haye 60’ Bruns 64’ | Marcatori |  |

| Bochum 21 ottobre 1978, ore 15:30 CET 10ª giornata | Bochum | 0 – 0 referto | Borussia M'gladbach | Stadion an der Castroper Straße (28 000 spett.)\| Arbitro: \| Dölfel \| |
| Arbitro:                                           | Dölfel |               |                     |                                                                         |

| Mönchengladbach 28 ottobre 1978, ore 15:30 CET 11ª giornata | Borussia M'gladbach | 0 – 0 referto | Stoccarda | Bökelbergstadion (24 000 spett.)\| Arbitro: \| Redelfs \| |
| Arbitro:                                                    | Redelfs             |               |           |                                                           |

| Arbitro: | Klauser |

|          |           |  |
| Beer 89’ | Marcatori |  |

| Arbitro: | Frickel |

|                        |           |  |
| Del'Haye 61’ Kulik 87’ | Marcatori |  |

| Arbitro: | Barnick |

|                    |           |  |
| Weber 10’ Metz 76’ | Marcatori |  |

| Arbitro: | Joos |

|                                                   |           |          |
| Simonsen 4’, 28’ Del'Haye 54’ Kulik 67’ Bruns 90’ | Marcatori | 37’ Geye |

| Arbitro: | Horstmann |

|          |           |  |
| Eder 42’ | Marcatori |  |

| Arbitro: | Waltert |

|              |           |  |
| Simonsen 70’ | Marcatori |  |

#### Girone di ritorno
| Arbitro: | Quindeau |

|                                            |           |                              |
| Bruns 9’ Lienen 36’, 83’ Hannes 78’ (rig.) | Marcatori | 30’ Buljan 76’, 82’ Hrubesch |

| Arbitro: | Walz |

|                 |           |           |
| Burgsmüller 15’ | Marcatori | 3’ Lienen |

| Arbitro: | Frickel |

|  |           |                  |
|  | Marcatori | 55’, 85’ Büssers |

| Arbitro: | Hontheim |

|             |           |           |
| Fischer 26’ | Marcatori | 12’ Kulik |

| Arbitro: | Brückner |

|              |           |                                      |
| Simonsen 34’ | Marcatori | 9’ Pezzey 17’ Hölzenbein 89’ Elsener |

| Arbitro: | Dreher |

|  |           |                      |
|  | Marcatori | 40’ Amrath 90’ Bruns |

| Arbitro: | Redelfs |

|            |           |                                                                           |
| Amrath 14’ | Marcatori | 9’ Schwarzenbeck 17’, 37’, 75’ Rummenigge 26’ Niedermayer 45’, 84’ Janzon |

| Arbitro: | Klauser |

|                              |           |  |
| Krause 66’, 82’ Popivoda 75’ | Marcatori |  |

| Arbitro: | Ross |

|                                          |           |             |
| Wunder 28’ Röber 38’ (rig.) Reinders 54’ | Marcatori | 56’ Nielsen |

| Arbitro: | Schmoock |

|                      |           |  |
| Kulik 59’ Lienen 78’ | Marcatori |  |

| Arbitro: | Luca |

|                       |           |  |
| Kelsch 41’ Hoeneß 68’ | Marcatori |  |

| Arbitro: | Aldinger |

|  |           |                             |
|  | Marcatori | 17’ (aut.) Hannes 90’ Sidka |

| Arbitro: | Roth |

|             |           |             |
| Okudera 38’ | Marcatori | 15’ Wohlers |

| Arbitro: | Heitmann |

|                             |           |             |
| Schäfer 42’, 60’ Lienen 58’ | Marcatori | 79’ Drexler |

| Arbitro: | Messmer |

|              |           |                             |
| Bongartz 77’ | Marcatori | 23’ Simonsen 73’, 83’ Kulik |

| Arbitro: | Hontheim |

|                             |           |                     |
| Simonsen 3’, 57’ Schäfer 8’ | Marcatori | 61’ (rig.) Weyerich |

| Arbitro: | Stäglich |

|                             |           |                              |
| Schmitz 21’ Allofs 62’, 66’ | Marcatori | 63’ Simonsen 75’, 86’ Danner |

### Coppa di Germania
| Arbitro: | Eschweiler |

|                                                |           |                 |
| Ringels 42’ Nielsen 47’ Gores 62’ Simonsen 73’ | Marcatori | 14’, 82’ Hermes |

| Arbitro: | Risse |

|                                                   |           |            |
| Bruns 13’, 24’, 25’, 79’ (rig.) Simonsen 27’, 43’ | Marcatori | 86’ Mrosko |

| Arbitro: | Aldinger |

|                               |           |  |
| Gersdorff 52’ (rig.) Beer 87’ | Marcatori |  |

### Coppa UEFA
| Arbitro: | Galler |

|                                                  |           |            |
| Bruns 4’, 90’ Gores 48’ Nielsen 67’ Simonsen 89’ | Marcatori | 11’ Jurtin |

| Arbitro: | Shklovski |

|               |           |                       |
| Schilcher 65’ | Marcatori | 5’ Simonsen 50’ Bruns |

| Lisbona 18 ottobre 1978 Secondo turno - Andata | Benfica | 0 – 0 referto | Borussia M'gladbach | Stadio da Luz (60 000 spett.)\| Arbitro: \| Corver \| |
| Arbitro:                                       | Corver  |               |                     |                                                       |

| Arbitro: | Thomas |

|                            |           |  |
| Bruns 93’ Klinkhammer 119’ | Marcatori |  |

| Arbitro: | Syme |

|                  |           |             |
| Kulik 36’ (rig.) | Marcatori | 50’ Olesiak |

| Arbitro: | Partridge |

|                           |           |                                    |
| Pawłowski 25’ (rig.), 49’ | Marcatori | 37’, 85’, 89’ Simonsen 48’ Nielsen |

| Arbitro: | Ponnet |

|             |           |            |
| Channon 26’ | Marcatori | 66’ Lienen |

| Arbitro: | Correia |

|                                  |           |           |
| Kulik 45’ Bruns 52’ Del'Haye 71’ | Marcatori | 78’ Deyna |

| Arbitro: | Eriksson |

|                    |           |                         |
| Worm 47’ Fruck 63’ | Marcatori | 62’ Simonsen 76’ Lausen |

| Arbitro: | Wöhrer |

|                                        |           |             |
| Simonsen 43’, 55’ Kulik 47’ Lienen 81’ | Marcatori | 70’ Büssers |

| Arbitro: | Foote |

|            |           |                    |
| Šestić 21’ | Marcatori | 60’ (aut.) Jurišić |

| Arbitro: | Michelotti |

|                     |           |  |
| Simonsen 17’ (rig.) | Marcatori |  |

## Statistiche

### Statistiche di squadra
| Competizione      | Punti | In casa | In casa | In casa | In casa | In casa | In casa | In trasferta | In trasferta | In trasferta | In trasferta | In trasferta | In trasferta | Totale | Totale | Totale | Totale | Totale | Totale | DR  |
| Competizione      | Punti | G       | V       | N       | P       | Gf      | Gs      | G            | V            | N            | P            | Gf           | Gs           | G      | V      | N      | P      | Gf     | Gs     | DR  |
| ----------------- | ----- | ------- | ------- | ------- | ------- | ------- | ------- | ------------ | ------------ | ------------ | ------------ | ------------ | ------------ | ------ | ------ | ------ | ------ | ------ | ------ | --- |
| Bundesliga        | 32    | 17      | 9       | 3       | 5       | 34      | 26      | 17           | 3            | 5            | 9            | 16           | 27           | 34     | 12     | 8      | 14     | 50     | 53     | -3  |
| Coppa di Germania | -     | 2       | 2       | 0       | 0       | 10      | 3       | 1            | 0            | 0            | 1            | 0            | 2            | 3      | 2      | 0      | 1      | 10     | 5      | +5  |
| Coppa UEFA        | -     | 6       | 5       | 1       | 0       | 16      | 4       | 6            | 2            | 4            | 0            | 10           | 7            | 12     | 7      | 5      | 0      | 26     | 11     | +15 |
| Totale            | 32    | 25      | 16      | 4       | 5       | 60      | 33      | 24           | 5            | 9            | 10           | 26           | 36           | 49     | 21     | 13     | 15     | 86     | 69     | +17 |

### Andamento in campionato
| Giornata  | 1  | 2  | 3 | 4  | 5  | 6 | 7  | 8  | 9  | 10 | 11 | 12 | 13 | 14 | 15 | 16 | 17 | 18 | 19 | 20 | 21 | 22 | 23 | 24 | 25 | 26 | 27 | 28 | 29 | 30 | 31 | 32 | 33 | 34 |
| --------- | -- | -- | - | -- | -- | - | -- | -- | -- | -- | -- | -- | -- | -- | -- | -- | -- | -- | -- | -- | -- | -- | -- | -- | -- | -- | -- | -- | -- | -- | -- | -- | -- | -- |
| Luogo     | T  | C  | T | C  | T  | C | T  | C  | C  | T  | C  | T  | C  | T  | C  | T  | C  | C  | T  | C  | T  | C  | T  | C  | T  | T  | C  | T  | C  | T  | C  | T  | C  | T  |
| Risultato | P  | N  | V | N  | P  | V | P  | P  | V  | N  | N  | P  | V  | P  | V  | P  | V  | V  | N  | P  | N  | P  | V  | P  | P  | P  | V  | P  | P  | N  | V  | V  | V  | N  |
| Posizione | 16 | 15 | 9 | 11 | 13 | 9 | 12 | 13 | 11 | 10 | 10 | 11 | 10 | 11 | 8  | 10 | 8  | 7  | 9  | 10 | 10 | 11 | 10 | 10 | 13 | 15 | 15 | 15 | 15 | 15 | 13 | 11 | 9  | 10 |

Legenda:

Luogo: C = Casa; T = Trasferta. Risultato: V = Vittoria; N = Pareggio; P = Sconfitta.

### Statistiche dei giocatori
| Giocatore      | Bundesliga | Bundesliga | Bundesliga  | Bundesliga | Coppa di Germania | Coppa di Germania | Coppa di Germania | Coppa di Germania | Coppa UEFA | Coppa UEFA | Coppa UEFA  | Coppa UEFA | Totale   | Totale | Totale      | Totale     |
| Giocatore      | Presenze   | Reti       | Ammonizioni | Espulsioni | Presenze          | Reti              | Ammonizioni       | Espulsioni        | Presenze   | Reti       | Ammonizioni | Espulsioni | Presenze | Reti   | Ammonizioni | Espulsioni |
| -------------- | ---------- | ---------- | ----------- | ---------- | ----------------- | ----------------- | ----------------- | ----------------- | ---------- | ---------- | ----------- | ---------- | -------- | ------ | ----------- | ---------- |
| K. Amrath      | 8          | 2          | 0           | 0          | 1                 | 0                 | 0                 | 0                 | 4          | 0          | 0           | 0          | 13       | 2      | 0           | 0          |
| H. Bruns       | 30         | 6          | 4           | 0          | 3                 | 4                 | 1                 | 0                 | 9          | 5          | 0           | 0          | 42       | 15     | 5           | 0          |
| R. Bödeker     | 3          | 0          | 0           | 0          | 0                 | 0                 | 0                 | 0                 | 0          | 0          | 0           | 0          | 3        | 0      | 0           | 0          |
| D. Danner      | 13         | 2          | 0           | 0          | 0                 | 0                 | 0                 | 0                 | 4          | 0          | 0           | 0          | 17       | 2      | 0           | 0          |
| K. Del'Haye    | 15         | 3          | 0           | 0          | 1                 | 0                 | 0                 | 0                 | 6          | 1          | 0           | 0          | 22       | 4      | 0           | 0          |
| H. Dudek       | 5          | 0          | 1           | 0          | 2                 | 0                 | 1                 | 0                 | 4          | 0          | 0           | 0          | 11       | 0      | 2           | 0          |
| R. Gores       | 24         | 2          | 2           | 0          | 3                 | 1                 | 0                 | 0                 | 9          | 1          | 0           | 0          | 36       | 4      | 2           | 0          |
| W. Hannes      | 22         | 1          | 4           | 0          | 1                 | 0                 | 0                 | 0                 | 7          | 0          | 0           | 0          | 30       | 1      | 4           | 0          |
| W. Junker      | 0          | 0          | 0           | 0          | 0                 | 0                 | 0                 | 0                 | 0          | 0          | 0           | 0          | 0        | 0      | 0           | 0          |
| W. Kleff       | 1          | 0          | 0           | 0          | 1                 | 0                 | 0                 | 0                 | 0          | 0          | 0           | 0          | 2        | 0      | 0           | 0          |
| H. Klinkhammer | 20         | 0          | 3           | 0          | 1                 | 0                 | 0                 | 0                 | 4          | 1          | 0           | 0          | 25       | 1      | 3           | 0          |
| W. Kneib       | 34         | 0          | 2           | 0          | 2                 | 0                 | 0                 | 0                 | 12         | 0          | 0           | 0          | 48       | 0      | 2           | 0          |
| C. Kulik       | 27         | 7          | 8           | 0          | 1                 | 0                 | 0                 | 0                 | 10         | 3          | 0           | 0          | 38       | 10     | 8           | 0          |
| H. Köppel      | 8          | 0          | 0           | 0          | 0                 | 0                 | 0                 | 0                 | 2          | 0          | 0           | 0          | 10       | 0      | 0           | 0          |
| H. Lausen      | 9          | 0          | 1           | 0          | 2                 | 0                 | 0                 | 0                 | 3          | 1          | 0           | 0          | 14       | 1      | 1           | 0          |
| E. Lienen      | 30         | 7          | 3           | 0          | 3                 | 0                 | 0                 | 0                 | 11         | 2          | 0           | 0          | 44       | 9      | 3           | 0          |
| C. Nielsen     | 26         | 3          | 5           | 0          | 3                 | 1                 | 1                 | 0                 | 9          | 2          | 0           | 0          | 38       | 6      | 6           | 0          |
| N. Ringels     | 23         | 0          | 3           | 0          | 2                 | 1                 | 0                 | 0                 | 8          | 0          | 0           | 0          | 33       | 1      | 3           | 0          |
| W. Schäfer     | 28         | 3          | 1           | 0          | 3                 | 0                 | 0                 | 0                 | 10         | 0          | 0           | 0          | 41       | 3      | 1           | 0          |
| F. Schäffer    | 33         | 2          | 3           | 0          | 2                 | 0                 | 0                 | 0                 | 12         | 0          | 0           | 0          | 47       | 2      | 3           | 0          |
| A. Simonsen    | 28         | 11         | 1           | 0          | 3                 | 3                 | 0                 | 0                 | 10         | 9          | 1           | 0          | 41       | 23     | 2           | 0          |
| U. Sude        | 0          | 0          | 0           | 0          | 0                 | 0                 | 0                 | 0                 | 0          | 0          | 0           | 0          | 0        | 0      | 0           | 0          |
| S. Thychosen   | 3          | 0          | 0           | 0          | 0                 | 0                 | 0                 | 0                 | 2          | 0          | 0           | 0          | 5        | 0      | 0           | 0          |
| B. Vogts       | 6          | 0          | 0           | 0          | 1                 | 0                 | 0                 | 0                 | 3          | 0          | 0           | 0          | 10       | 0      | 0           | 0          |
| H. Wohlers     | 28         | 1          | 4           | 1          | 3                 | 0                 | 0                 | 0                 | 10         | 0          | 1           | 0          | 41       | 1      | 5           | 1          |